# Севернский мост
Севернский мост (англ. Severn Bridge, валл. Pont Hafren) — мостовой переход, состоящий из висячего моста через реку Северн (собственно Севернский мост), вантового моста через устье реки Уай и двух виадуков. Соединяет Южный Глостершир (Англия) с Монмутширом (Южный Уэльс). Расположен в 3,5 км выше по течению реки Второго Севернского моста. Открыт 8 сентября 1966 года королевой Елизаветой II. По мосту проходит шоссе M48 и национальный велосипедный маршрут 4 (NCR 4).

## Конструкция
Переправа, называемая Севернским мостом, состоит из четырёх частей: виадука Ост (Aust Viaduct), собственно Севернского моста, виадука Бичли (Beachley Viaduct) и Уайского моста (Wye Bridge).
Виадук Ост представляет собою балочный мост длиной в 157 м с ездой поверху.

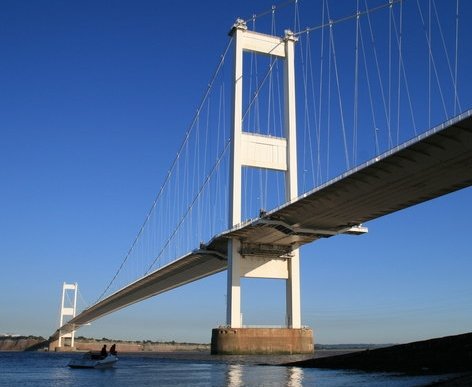
Севернский мост с полуострова Бичли

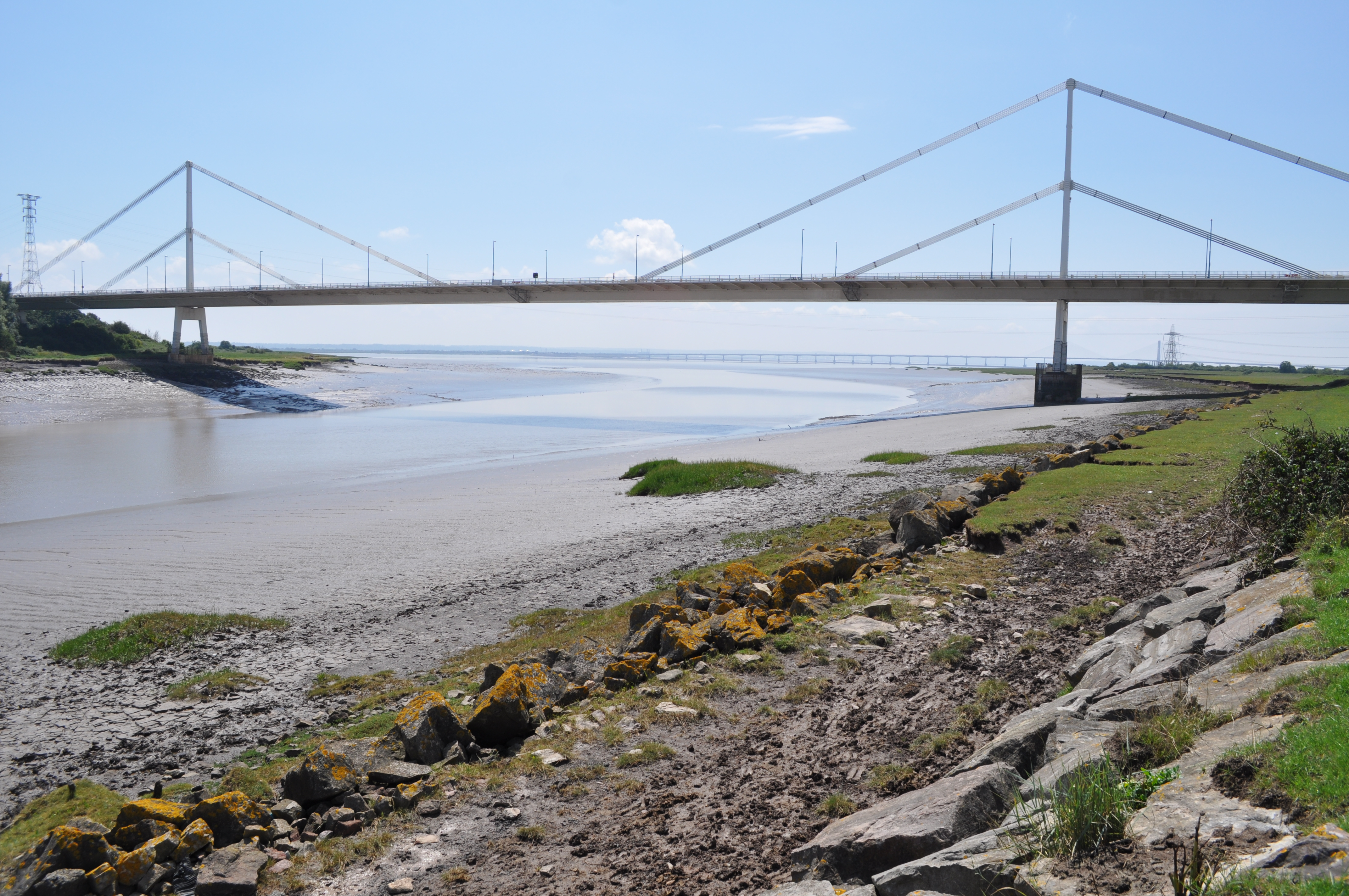
Уайский мост

Севернский мост является 1600 метровым висячим мостом, с главным пролётом длиною в 988 м, возвышающимся над водным зеркалом на 47 м. Два несущих троса подвешены к железобетонным пилонам высотой 135 м. Особенность конструкции заключается в подвеске тросов, поддерживающих мостовое полотно: они натянуты не вертикально, а под углом — зигзагообразно, — что делает подвеску похожей на серию соединённых между собой треугольников. Такая схема, в совокупности с инерционными гасителями Стокбриджа, призвана уменьшить вибрацию, вызываемую сильными ветрами и движением транспорта.
Виадук Бичли имеет длину в 745 м и покоится на бетонных опорах, установленных на полуострове Бичли.
Уайский мост — вантовый, длиной 408 м, подвешен к двум пилонам, расположенным между проезжими частями проходящего через него шоссе. Первоначально мостовое полотно держалось одним набором тросов, но в 1987 г. к нему прибавили второй.

## История
Переправа между современным английским берегом в Осте и валлийским берегом на полуострове Бичли (Aust Ferry — Остский паром) существует со времён Римской империи. В античные времена это место носило название Траектус (лат. Trajectus — переправа, погрузочный пункт) и служило для переправы легионеров. После Норманского завоевания права на пользование переправой для отдельных категорий жителей были подтверждены де Клерами, лордами Тиденхэма, а пошлина за пересечение Северна взималась в пользу названного поместья до XIX столетия. Даниель Дефо, воспользовавшийся услугами парома, назвал его в своём «Путешествии по всему острову Великобритания» «уродливым, опасным и очень неудобным».

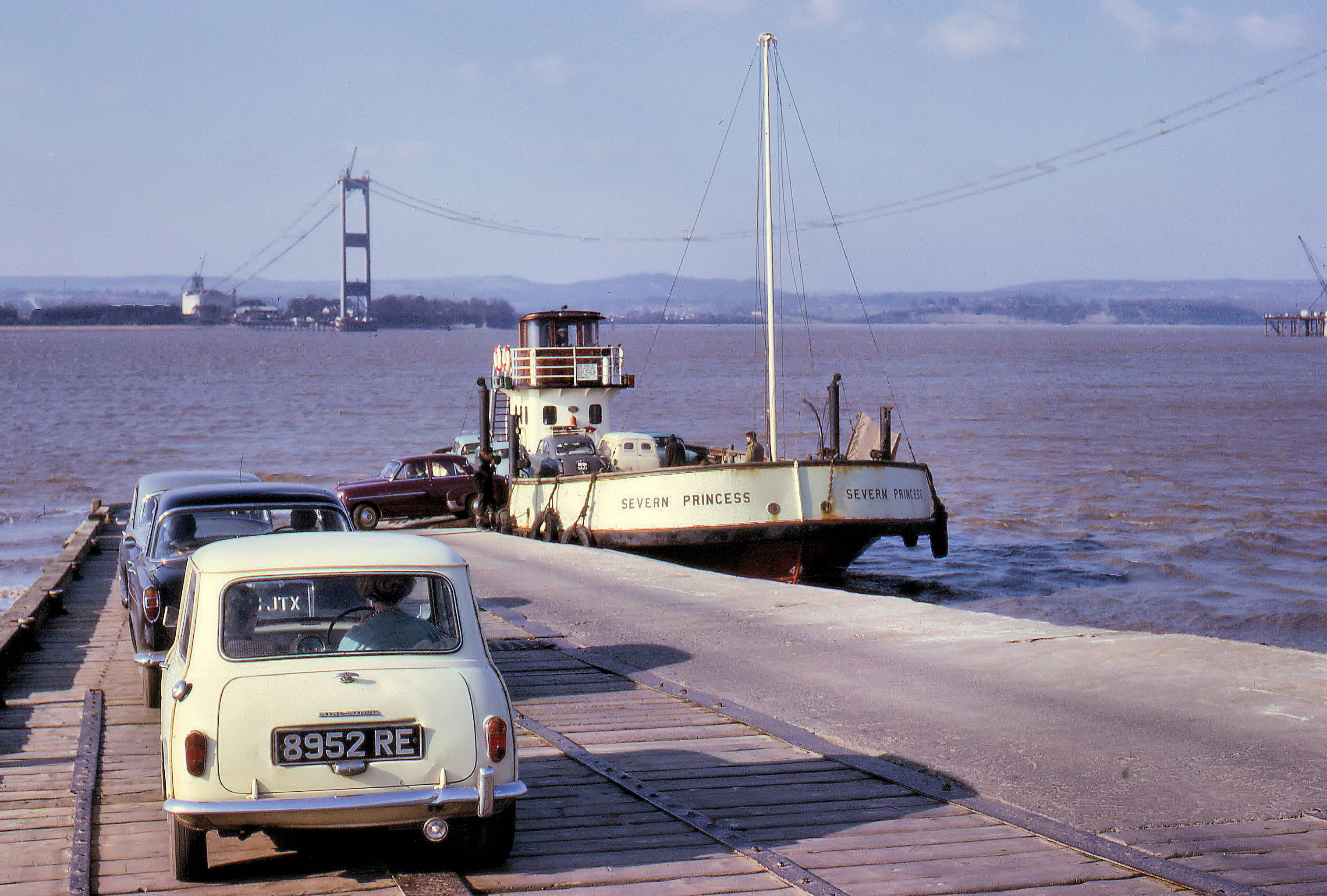
Остский паром в 1964 г. Виден строящийся Севернский мост.

С 1715 г. переправа, отныне называемая «Старой» (Old Passage), соседствовала с переправой «Новой» (New Passage), устроенной примерно на месте современного Второго Севернского моста, и с переменным успехом конкурировала с нею. В 1827 г. был приобретён пароход, что позволило Остскому парому сосредоточить в своих руках бо́льшую часть почтовых перевозок в этом регионе, но в 1863 г., с постройкой железной дороги, станция последней оказалась ближе к «Новой» переправе и доходы упали. В 1866 г. под Северном пробили Севернский железнодорожный тоннель и паром был закрыт.
В 1926 г. переправу вновь открыли, но первоначально с её помощью перевозили только мотоциклистов и велосипедистов. Автомобильный паром, способный переправлять до 7-и легковых машин, заработал в 1934 г. и просуществовал до 8 сентября 1966 г., когда началось движение по Севернскому мосту.

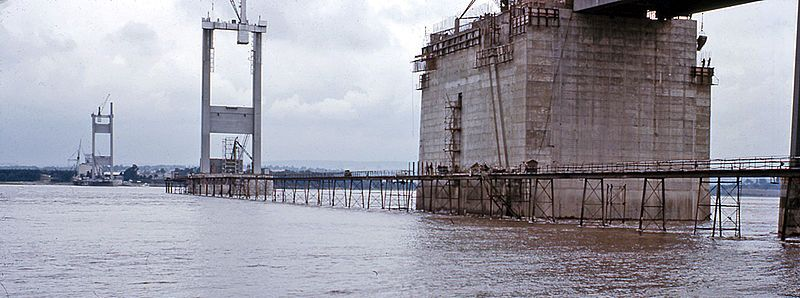
Возведение пилонов. Август 1963 г.

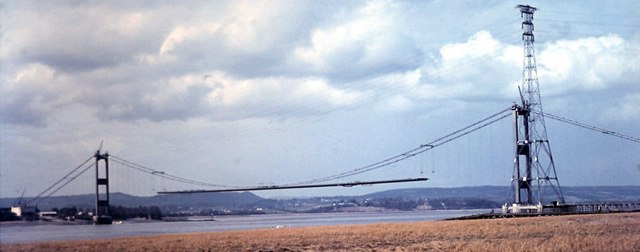
Подвешивание мостового полотна. 1965 г.

Мысль построить мост через Северн взамен парома впервые пришла в 1824 г. инженеру Томасу Телфорду (Thomas Telford) с тем, чтобы пропускать по нему почтовые кареты, но с развитием железных дорог этот проект в дело не пошёл. Идея возродилась в 1920-е гг., однако в 1935 г. британский парламент её отклонил из-за возражений со стороны Большой Западной железной дороги. После Второй мировой войны к проекту вернулись, провели публичные слушания 24 сентября 1946 г. в Бристольском университете, заключили контракты с подрядчиками, в качестве которых выступили компании «Mott, Hay and Anderson» и «Freeman Fox and Partners», и тем не менее приоритет был отдан Фортскому автомобильному мосту. Строительство заморозили до 1961 г. В 1962 г. правительство приняло решение, что проезд по будущему мосту будет осуществляться платно всеми транспортными средствами, кроме велосипедов. В следующем, 1963 г., завершилась постройка основания моста и субподрядная компания «Associated Bridge Builders Ltd» занялась строительством его верхней части, а субподрядная же «Cleveland Bridge & Engineering Company» — Уайским мостом. В 1966 г. работы были закончены, и 8 сентября королева открыла новую переправу.
В январе 1977 г. из четырёх полос для движения оставили две: по одной в каждую сторону. Устранение найденных неисправностей заняло около месяца. В конце 1980-х гг. пилоны Севернского и Уайского моста укрепили, на последнем удвоили число поддерживающих тросов, а проезжую часть замостили по-новому. В 1993 г., когда пиковые нагрузки возросли до 50 тыс. машин в день, начали строить Второй Севернский мост, который по завершении уменьшил автомобильный поток до 15 тыс. В согласии с Парламентским Актом 1992 г. (Severn Bridges Act) оба моста управляются одной компанией — «Severn River Crossing plc».
До 2018 года за проезд по мосту в сторону Уэльса на английском берегу взималась плата, переправа же в обратном направлении осуществлялась бесплатно. 

## Интересные факты
Звук лазерных выстрелов в фильме «Звёздные войны» записан на Севернском мосту и извлекался при помощи ударов о поддерживающие тросы.